# 海富苑
海富苑（英語：Hoi Fu Court）是香港的一個公共屋邨及可租可買計劃屋苑，項目名稱為KL52NR，位於九龍旺角西九龍填海區範圍內，是油尖旺區唯一包含了出租公屋及可租可買計劃的綜合性屋邨。屋苑於1999年7月至2004年6月入伙。
現時由創毅物業服務顧問負責屋邨管理。

## 概要
海富苑屬香港房屋委員會的屋邨之一，原名為「海富邨」，後因政府打算將部份樓宇改作資助出售房屋而更名。當中海寧閣原屬重建置業計劃，及後於可租可買計劃（第一期）中出售，不是由房委會直接管理；其餘是出租的公屋樓宇，則由房屋署擁有管理。
值得一提的是，海富苑亦是龍坪道、發祥街臨時房屋區，以及白田邨4-6座與石硤尾邨35、36及38座的指定安置屋邨。

## 屋邨資料

### 樓宇
| 樓宇名稱（座號） | 樓宇用途     | 樓宇類型                        | 落成日期 | 樓宇層數 （住宅層數） | 每層伙數                         | 每座單位數目（伙） | 建築師              | 承建商   | 提供升降機的廠商  | 期數 |
| ---------------- | ------------ | ------------------------------- | -------- | --------------------- | -------------------------------- | ------------------ | ------------------- | -------- | ----------------- | ---- |
| 海寧閣（A座）    | 可租可買計劃 | 和諧一型第三代半 （第十款設計） | 2000年   | 36 （1-35樓）         | 18                               | 630                | 王董建築師事務      | 新昌營造 | 英國通用電氣-捷運 | 1    |
| 海嵐閣（B座）    | 租住屋邨     | 和諧一型第三代半 （第十款設計） | 2000年   | 36 （1-35樓）         | 18                               | 630                | 王董建築師事務      | 新昌營造 | 英國通用電氣-捷運 | 1    |
| 海韻閣（C座）    | 租住屋邨     | 和諧一型第三代半 （第十款設計） | 2000年   | 36 （1-35樓）         | 18                               | 630                | 王董建築師事務      | 新昌營造 | 英國通用電氣-捷運 | 1    |
| 海泰閣（D座）    | 租住屋邨     | 長者住屋大廈                    | 1999年   | 7 （4-6樓）           | 65                               | 195                | 周余石建築師事務所  | 順業建築 | 蒂森克虏伯        | 3    |
| 海裕閣（E座）    | 租住屋邨     | 小型單位大廈五型 （和諧式設計） | 1999年   | 20 （2-19樓）         | 34                               | 360                | 周余石建築師事務所  | 新昌營造 | 富士達            | 2    |
| 海欣閣（F座）    | 租住屋邨     | 新和諧一型 （第二款設計）       | 2004年   | 41 （1-40樓）         | 20（1-18樓，20-40樓） 19（19樓） | 799                | 房屋署總建築師（2） | 瑞安建業 | 蒂森克虏伯        | 4    |

## 教育及福利設施

### 幼稚園
- 協康會康苗幼兒園（1999年創辦）（位於海欣閣地下部份及1樓）
- 明我幼稚園（奧運校） （页面存档备份，存于）（2000年創辦）（位於海韻閣地下01-09室）
- 救世軍海富幼兒學校 （页面存档备份，存于）{（2000年創辦）（位於海寧閣B及C翼地下）

### 早期教育及訓練中心
- 協康會海富中心 （页面存档备份，存于）（位於海欣閣1樓）

### 綜合青少年服務中心
- 循道衛理楊震社會服務處油尖旺青少年綜合發展中心 （页面存档备份，存于）（位於海欣閣2樓）

### 長者日間護理中心
- 救世軍海裕長者日間護理中心（位於海嵐閣地下）

### 長者鄰舍中心
- 救世軍海嵐長者中心（位於海裕閣1樓）

### 護理安老院
- 救世軍海泰長者之家（位於海泰閣2樓）

## 圖片庫

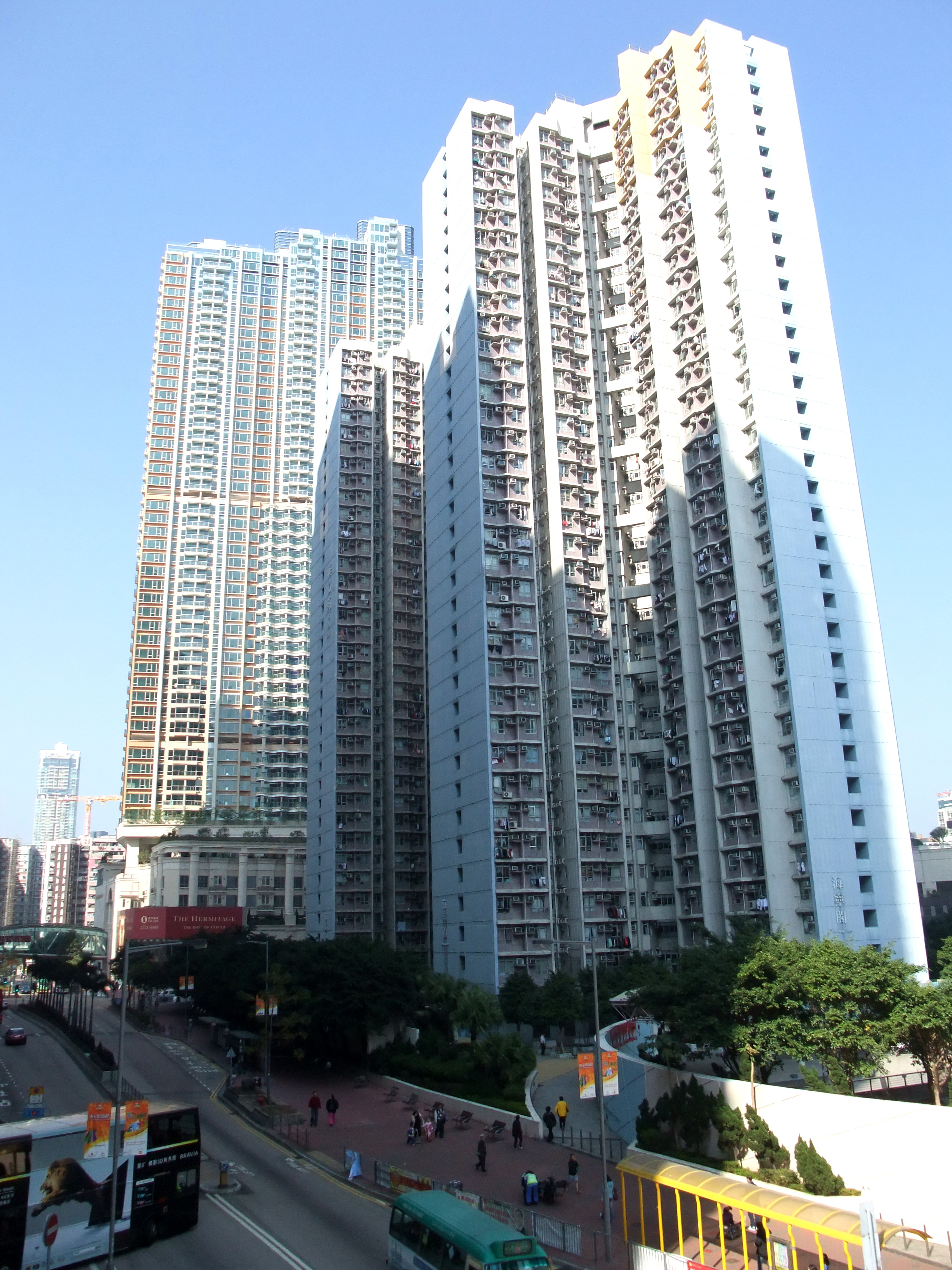
海富苑其中兩座樓宇（2011年2月）
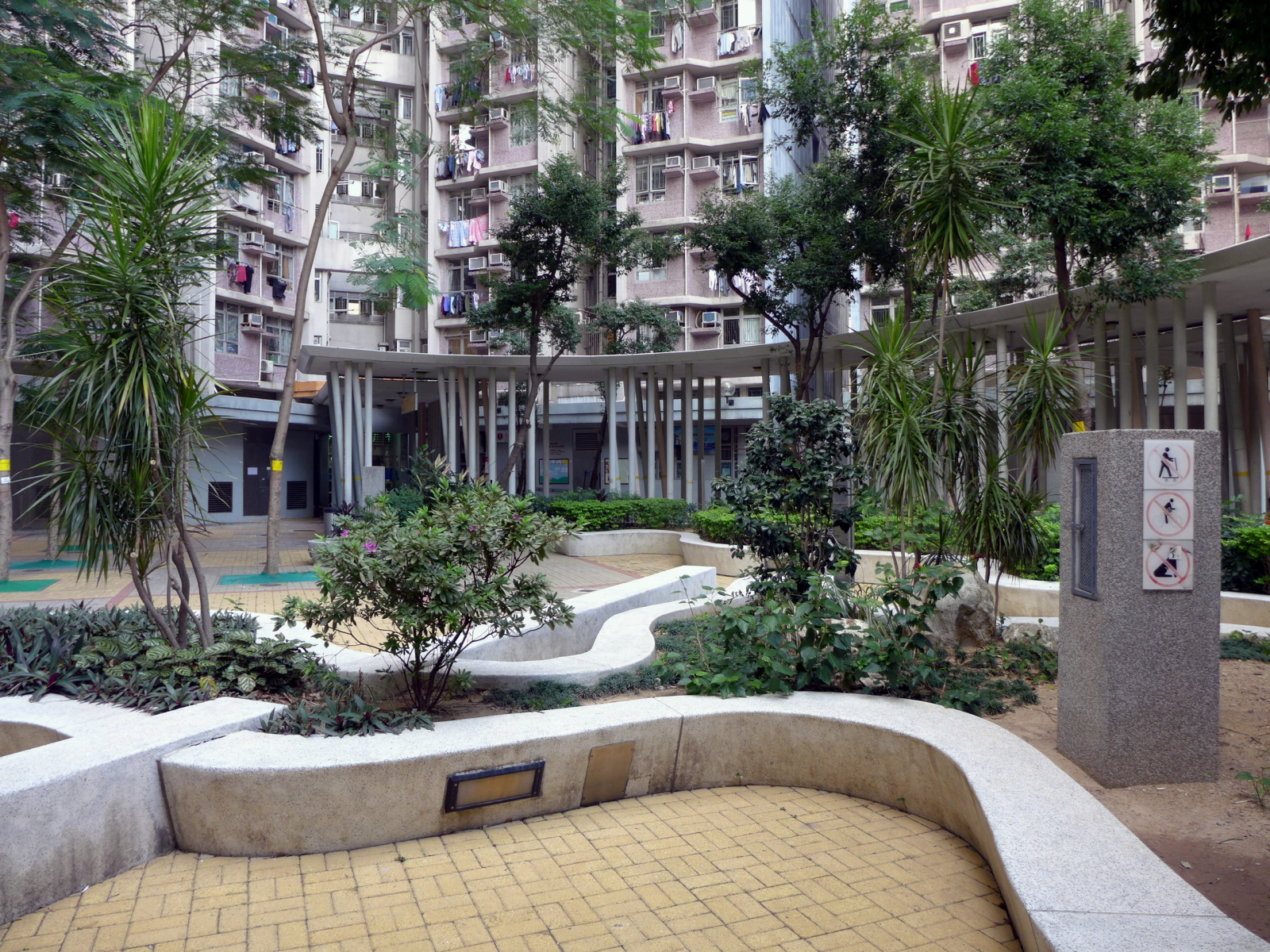
海富苑休憩空間（2013年12月）
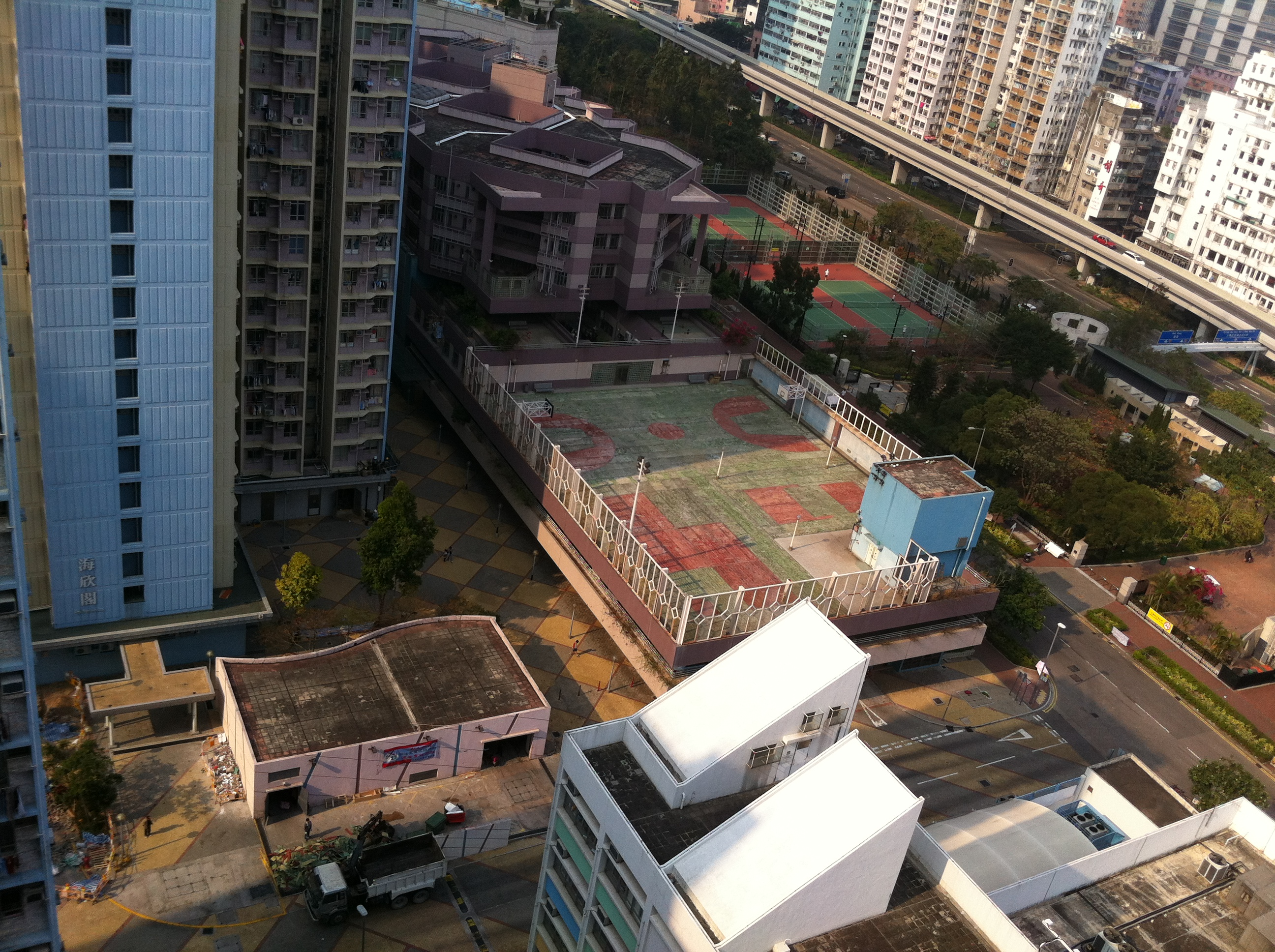
海富苑海泰閣籃球場（已於2013年關閉）
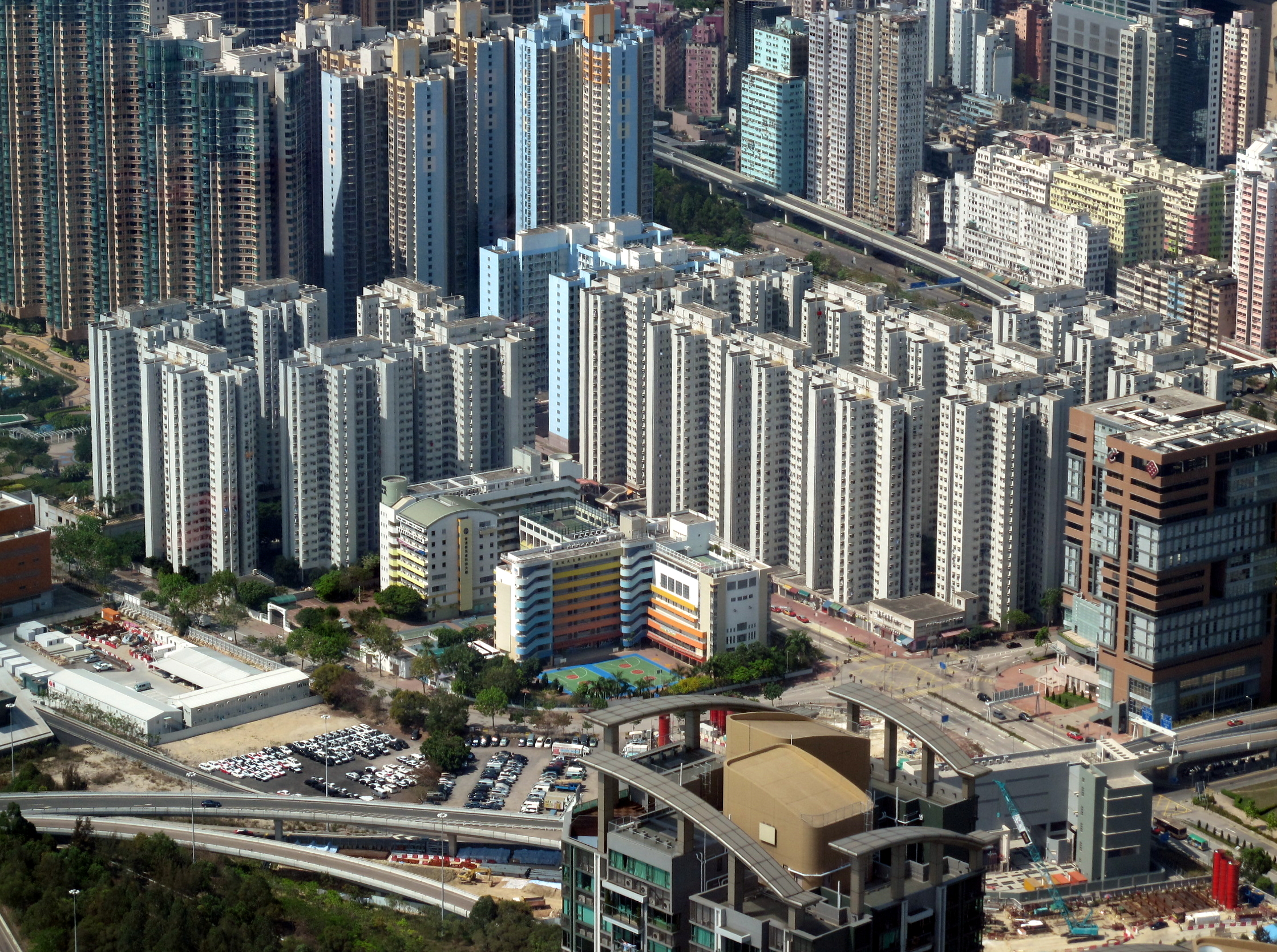
海富苑與富榮花園全貌（2011年5月）

### 海富商場
海富商場於1999年7月跟隨海裕閣一起落成。曾經是香港房屋委員會物業，現由領展擁有。

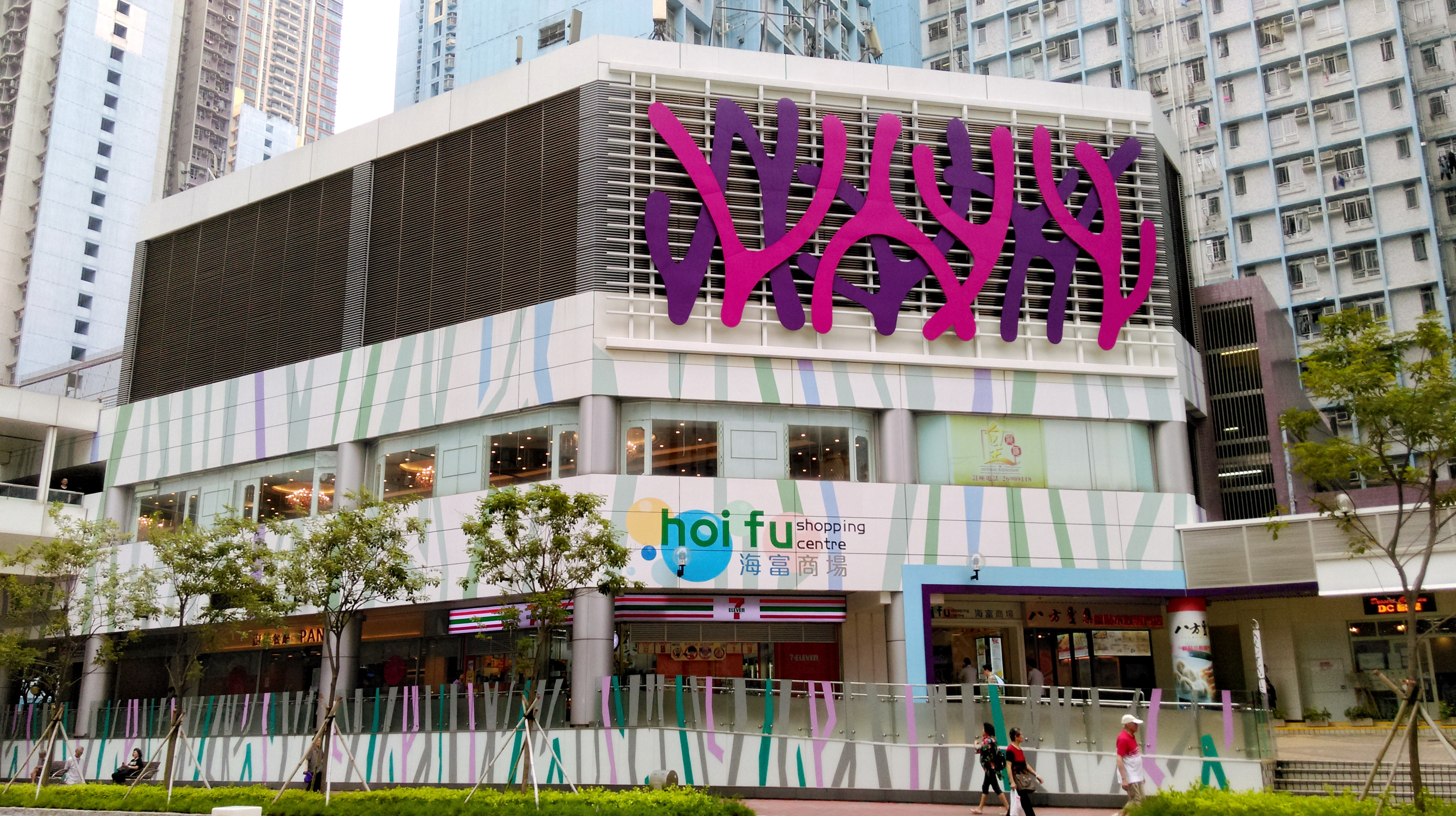
海富商場的外貌
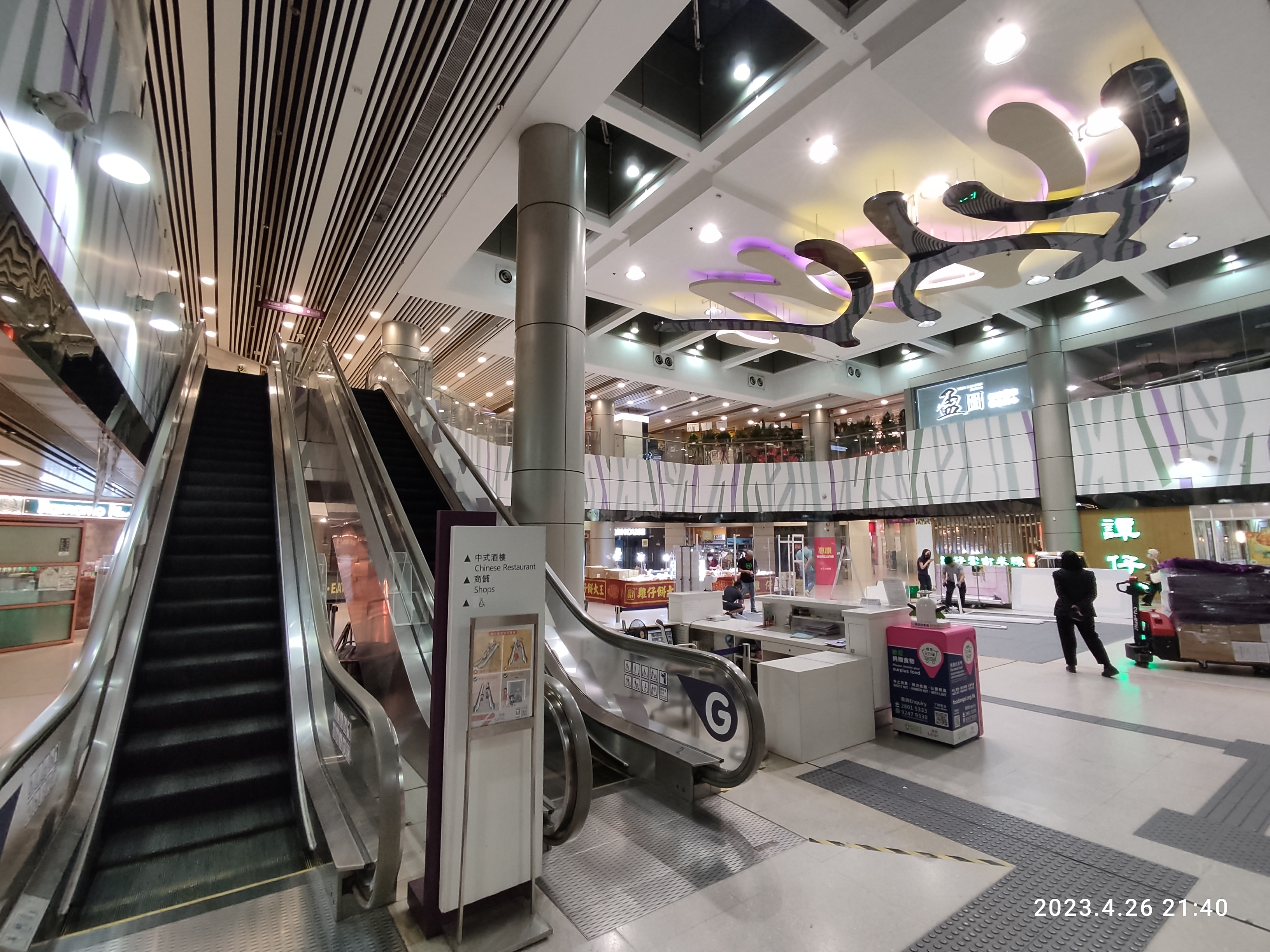
翻新後的海富商場中庭
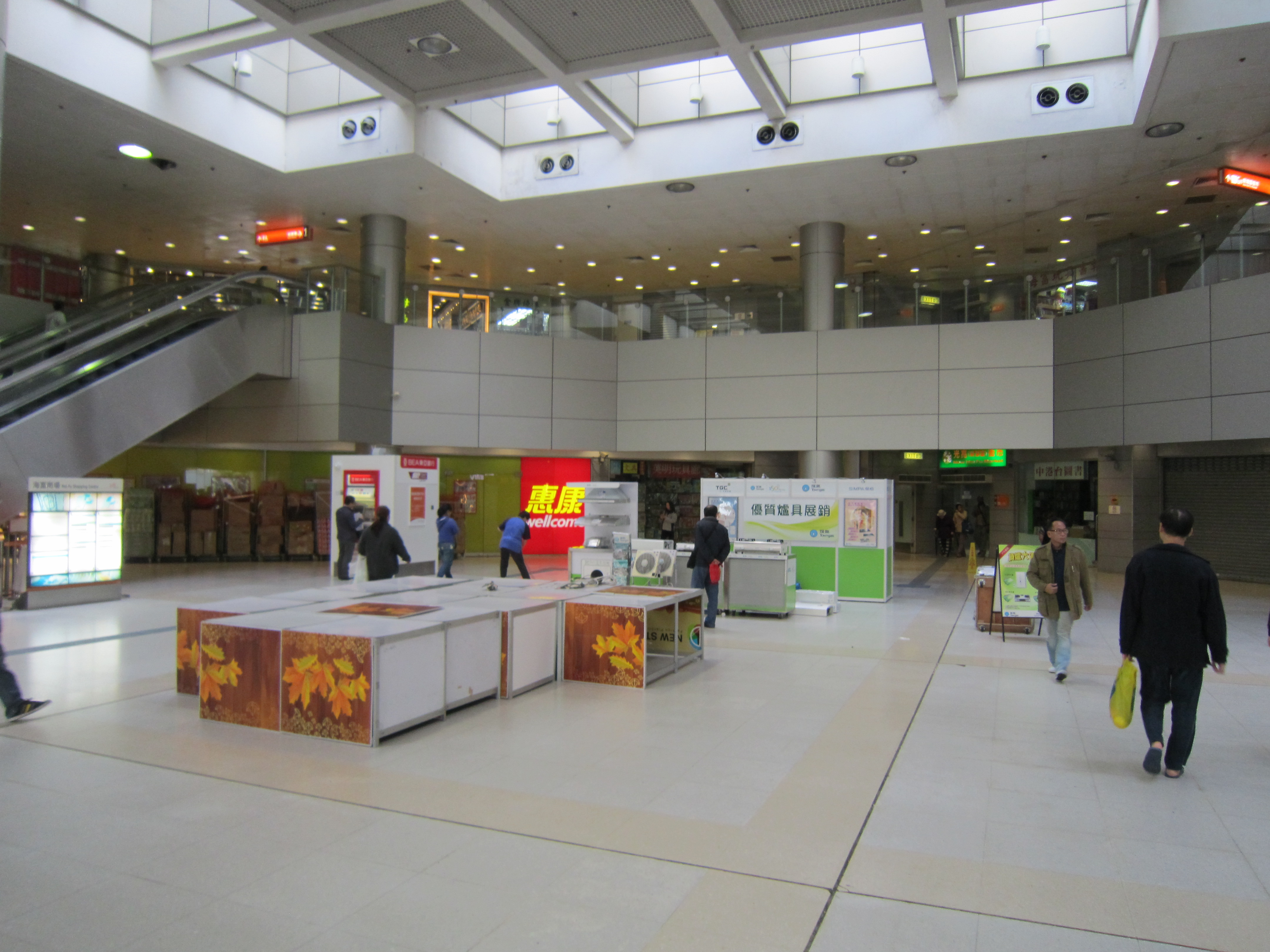
另一角度的海富商場中庭（翻新前）

## 事件

### 鋁窗墮街
海富苑入伙5年間，發生多宗鋁窗墮街事件。法團為避免同類事件再發生，曾經要求房署提交鋁窗施工圖則及建築規格，但房署以「商業機密」為理由拒絕，更堅稱屋苑的鋁窗完全符合國際規格及安全標準。此外，亦指出過去只發生3宗鋁窗墮街事件，並非15宗。海富苑業主立案法團多次拒絕承建商進入屋苑施工，此前曾發出公開信，要求和房署總監會面。房署事後派員檢查屋苑的所有鋁窗，跟進維修，又在2004年7月至2005年1月間多次去信，甚至發出律師信，要求法團合作，並列出各項維修方法。法團其後同意開放除海寧閣外的樓宇，供承建商進行維修。
海寧閣的維修工程一直未能開展。最終房屋署於2005年5月向海富苑業主立案法團發出傳票，入稟香港高等法院，要求法院向法團頒令、發出多項禁制令及追討35萬元管理費解決問題。

### 木蝨肆虐
自2012年起，木蝨問題開始出現，情況一直未能受控。有住戶因受木蝨影響，每日睡眠不足2小時，影響日常生活。唯房署多年來均表示木蝨來源歸咎於住戶個人衞生問題。當區區議員認為署方一直推卸責任，要求成立專業滅蝨隊為居民清理木蝨源頭。

### 平台公園封閉
2018年9月，有媒體發現海泰閣2樓的兒童遊樂場、近4000呎的平台花園，被管理公司以位置偏僻、太近民居和治安問題為由，多年來一直拒絕開放。居民和區議員對此感到詫異，而房署未有解釋。

### 謀殺案
2022年3月7日，海韻閣發生父親殺害女兒案，詳情請參閱2020年代香港命案列表#2022年。
2022年11月29日傍晚6時22分，警方接獲一名女子報案，指一名男子於海欣閣一樓層走廊叫救命。警員5分鐘後趕到現場，發現一名64歲男子昏迷倒臥走廊，頸部大量出血並有多處刀傷，身上亦有被腐蝕液體燒傷痕迹，現場遺下一把30厘米長生果刀及5個約800升容量的通渠水樽；救護員他送往廣華醫院搶救，延至7時10分不治。而警方調查期間接獲一名51歲男子報案表示「殺了人」，警員到場後發現大門反鎖，爆門入內發現該男爬出窗外的晾衫架上企圖跳樓及飲通渠水準備自殺。消防到場在大廈外張開救生氣墊戒備，警方亦派出談判專家到場游說，最後消防員成功將該名男救回單位內。不過他的臉部等多處被通渠水濺中，送院搶救後情況危殆，惟最終不治。該男子涉嫌謀殺被捕，案件列作謀殺及企圖自殺。據了解疑兇收留死者暫住，期間揭發與女友有曖昧關係而引起殺機。
本屋苑不幸成為2020年代首個一年內（2022年）發生2宗謀殺案的公共屋邨。

## 外部連結
- 房屋署海富苑資料（页面存档备份，存于）
- 房委會入稟控告海富苑法團違反公契的新聞稿（页面存档备份，存于）
- 出售剩餘居屋單位第3期 重售單位－海富苑（页面存档备份，存于）